# Синя малайска коралова змия
Синя малайска коралова змия (Calliophis bivirgatus), наричана също двуивичеста жлезиста змия, е вид змия от семейство Аспидови (Elapidae). Видът не е застрашен от изчезване.

## Разпространение
Разпространен е в Бруней, Индонезия (Калимантан, Суматра и Ява), Малайзия, Сингапур и Тайланд.